# Радзевич, Надежда Борисовна
Наде́жда Бори́совна Радзе́вич (до 1976 — Зезю́ля) (род. 10 марта 1953, Чкалов) — советская волейболистка, игрок сборной СССР (1975—1981), олимпийская чемпионка 1980, трёхкратная чемпионка Европы, 5-кратная чемпионка СССР. Центральная блокирующая. Заслуженный мастер спорта СССР (1980).

## Биография
Начала заниматься волейболом в 1966 году в ДЮСШ города Оренбурга. В 1970—1981 выступала за команду «Уралочка» (Свердловск). В её составе:
- 4-кратная чемпионка СССР (1978—1981);
  - бронзовый призёр чемпионата СССР 1977;
- победитель розыгрыша Кубка европейских чемпионов 1981.

В 1976 стала чемпионкой СССР в составе сборной СССР. Двукратный серебряный призёр Спартакиад народов СССР (1975 и 1979) (в составе сборной РСФСР).
В составе молодёжной сборной СССР дважды становилась чемпионкой Европы (в 1971 и 1973). Чемпионка Всемирной Универсиады 1979.
В национальной сборной СССР в официальных соревнованиях выступала в 1975—1981 годах. В её составе:
- олимпийская чемпионка 1980;
- бронзовый призёр чемпионата мира 1978;
- бронзовый призёр Кубка мира 1981;
- трёхкратная чемпионка Европы — 1975, 1977, 1979;
  - серебряный призёр чемпионата Европы 1981.

Тренер и директор детско-юношеской школы «Уралочка». В 1992—1995 — заведующая кафедрой физвоспитания Уральского государственного экономического университета.
14 февраля 2023 года в её честь была названа ДЮСШ № 2 Оренбурга.

## Награды и звания
- Орден Дружбы народов (1980);
- Почётный гражданин Свердловска (Екатеринбурга) (1980);
- Заслуженный мастер спорта СССР (1980);
- Почётный знак «За заслуги в развитии физической культуры и спорта» (2003).

## Интересный факт
В 1983 году ленинградским живописцем И. С. Ивановым-Сакачёвым был написан портрет Надежды Радзевич.

## Источник
- Волейбол. Энциклопедия/Сост. В. Л. Свиридов, О. С. Чехов. — Томск: Компания «Янсон», 2001.